# Acherontia variegata
Acherontia variegata är en fjärilsart som beskrevs av Tutt 1904. Acherontia variegata ingår i släktet Acherontia och familjen svärmare. Inga underarter finns listade i Catalogue of Life.